# Visayasia
Genre
Visayasia est un genre de copépodes de la famille des Rhynchomolgidae.

## Distribution
Les espèces de ce genre sont endémiques de Bohol aux Philippines. Elles se rencontrent dans la mer de Seram.
Les espèces de ce genre sont associées à des coraux noirs.

## Liste des espèces
Selon World Register of Marine Species (21 décembre 2017) :
- Visayasia lobura Humes, 1992
- Visayasia subterna Humes, 1992

## Publication originale
- Humes, 1992 : Copepoda associated with the thorny coral Antipathes (Antipatharia) in the Indo-Pacific. Journal of Natural History, vol. 26, no 4, p. 1-19.